# بته‌جقه

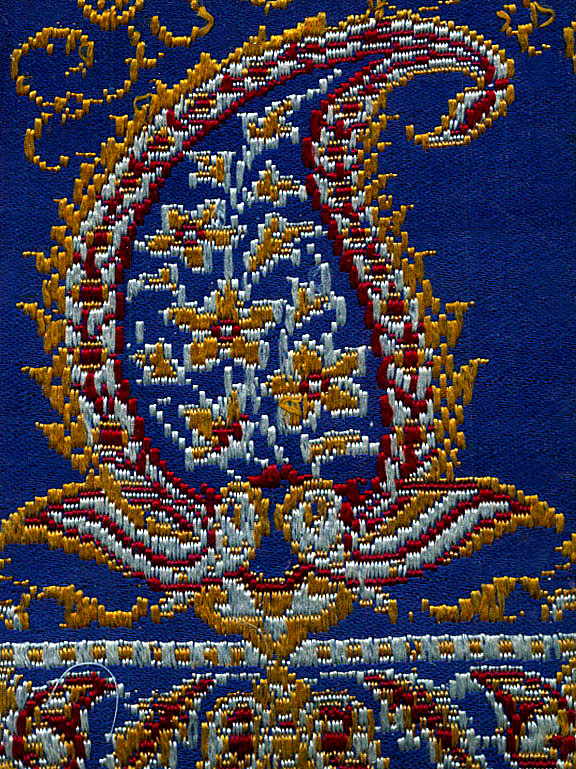
زربفت اطلسی، بته‌جقهٔ متمایل به راست

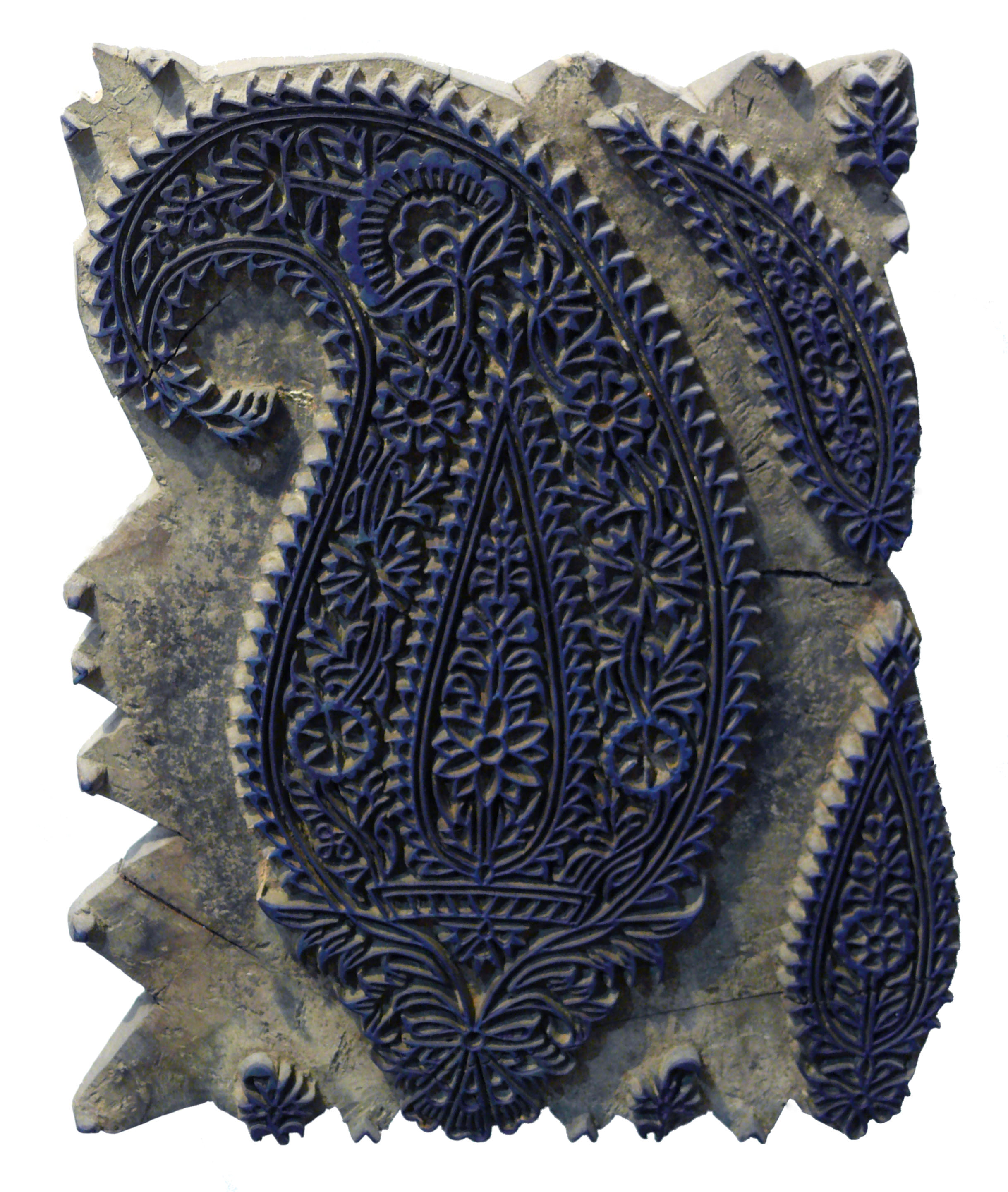
شابلون چاپ پارچه‌های قلمکار با طرح بته جغه، اصفهان

بُته‌جـِقّه، نقش سرو خمیده (نشانه فروتنی) نشانه ایران و ایرانیان است.
بته جقه نقشی است که در تاریخ هنرهای سنتی همیشه مورد توجه بوده و در تزیین انواع صنایع دستی به ویژه پارچه، قالی و گلیم، کاشی سفال، شال‌بافی، نساجی، خاتم، تشعیر و زربافی، ترمه و پته در اندازه‌ها و اشکال گوناگون سهم زیادی دارد. همچنین به شکل زیوری است که از پر درنا یا کلنگ یا مرغ ماهیخوار سازند و بر کلاه نهند و بیشتر بهادران و دلیران بر سر گذارند.

## خاستگاه
شواهد نشان می‌دهند که درختِ سرو در ایران باستان، سمبلیک بوده و مفهومی معنوی دربرداشته‌است. به نظر می‌رسد که بته‌جقه برداشتی از همین مفهومِ باستانی است. این فرض هنگامی قوت می‌گیرد که مفهوم سرو در ادبیات کلاسیک فارسی استمرار یافته و واژه «بُته» (بوته) به این نقش گفته شده‌است. (جقه به معنای پَر است.) درختِ سرو در ادبیات فارسی، نماد آزادگی و عزت نفس است.اما در کل نقش سرو و بوته جقه باهم تفاوت دارند اولین آثار مزین به سرو خمیده مربوط به استان‌های یزد، فارس و اصفهان است که امروزه نیز همین مناطق این هنر را زنده نگه داشته‌اند.
براساس یک سنتِ زرتشتی که توسط دقیقی، شاعر حماسه‌سرای نوشته شده‌است،
سروِ آزاده توسط زرتشت از بهشت برای گشتاسب، پادشاه کیانی آورده شد و گشتاسپ آن درخت را به‌عنوان یادگاریِ گِرَویستَنَش به آیین زرتشت در کنار نزدیک‌ترین آتشکده در کاشمر در خراسان، کاشت. (این درخت به سرو کشمر معروف است) براساس نزهه القلوب کسی که این درخت را کاشت، وزیر گشتاسب و داماد زرتشت، جاماسب بود.
دیگر منابع اسلامی نیز نشان می‌دهند که ایرانیان هم درختی را در کاشمر پس از حمله اعراب مقدس می‌دانستند و آن را درخت زرتشت می‌دانستند. درخت کاشمر بعدها توسط متوکل خلیفه عباسی قطع شد و چوب آن به بغداد برده شد. این درخت در زمان قطع شدن ۱۴۰۰ سال قدمت داشت.
اصل و منشأ طرح ایرانی بته جقه را برگرفته از آتش مقدس، به کاج، به نخل، به بادام، به گلابی و همچنین به کیسه چرمی، به شکل مشت بسته و حتی به شیارهایی که برحسب اتفاق رودخانه جومنا در مسیر خود از دره کشمیر به جلگه هندوستان ایجاد می‌کند، تشبیه کرده‌اند. نیز سرآغاز آن را هنر ایلامی–آشوری و سرانجام آن را هنر هخامنشی دانسته‌اند.
این نقش بعدها در شرق رواج زیادی یافت. طغراهای سلطان‌های عثمانی هم در همین نقش طراحی شده‌است. در حفاری‌های دره پازیریک نیز، در سال ۱۹۴۹ میلادی توسط باستان‌شناسان روسی در کنار قالی پازیریک و دیگر چیزها، قمقمه‌ای چرمین به دست آمد که روی آن را با نقش بته آراسته‌اند. کهنگی آن را با آزمایش‌های علمی نزدیک به ۲۵۰۰ سال تخمین زده‌اند. این کهن‌ترین سندی از این نقش است که تاریخ آن را نشان می‌دهد.
گاهی در آمریکا این نقش را (به انگلیسی: Persian pickles) به معنی ترشی ایرانی می‌نامند.

## بته جقه نماد چیست
جقه نماد سرو فرو افکنده‌است و این نماد سرو کشمر است که بدستور خلیفه آنرا بریدند و فرو افکندند. روزنامه_ادب |۴۶| سال دویّم بتاریخ بیست و پنجم ربیع‌الاول ۱۳۲۰ و دویّم ژئون ماه فرانسه ۱۹۰۲ به نقل از منابع قدیمی می‌نویسد: چون سرو را فرو انداختند به بناها و کاریزهای آن ناحیه خلل عظیم رسید و مرغان مختلفه الالوان که بر آن آشیانه داشتند از حد و حصر بیرون آمدند چنان‌که هوا پوشیده گشت و این مرغان به انواع و اصوات مختلفه خود نوحه و زجه می‌کردند و گاو و گوسفند و حیواناتی که در سایه سرو می‌آرمیدند همه ناله و زاری آغاز نهادند چنان‌که هیچ‌کس را تاب شنیدن آن ناگواری نبود. مخفی نماناد که قدمای فرس به‌واسطه احترام سرو مزبور همه جا در نقاشی عمارات و نقش منسوجات و گلدوزی‌ها و غیرها صورت سروی که نوک مخروطی آن متمایل شده باشد متداول ساخته‌اند و بعباره آخری آن را «بته جقه» می‌گویند؛ زیرا که از قدیم جقه ملوک عجم را به صورت سرو کاشمر می‌ساختند و حکمای فرس، سرو را رب النوع حیات دائمه نباتات می‌شمرند، همچنان‌که ماهی را رب النوع حیات باقیه حیوانات دانستندی و نشان ملتی بهدینان در همه جا سرو و ماهی بوده‌است… و گمان بهدینان براین بوده‌است که سرو و ماهی در نبات و حیوان بدون سبب خارجی زوال نمی‌یابند.
بته را بیشتر به درخت و گیاه ربط داده‌اند و تمام موارد مذکور طرح‌هایی هستند که جزئی از اسطوره‌ها و اعتقادات ایرانیان قدیم بوده و تحت تأثیر فرهنگ و شرایط اجتماعی قرن‌ها بعد، تغییر فرم و شکل داده‌است. برخی معتقدند که این نقش مایه تجسم گیاهی هندی است و به تبع آن یقین کرده‌اند که بته جغه از هند به ایران آمده‌است اما شواهد تاریخی بسیاری در دست است که بته در اصل سرو بوده‌است.
اما در جاهای بیشتری به سروی که تارک آن از باد خم شده و نماد رمزی شعله مذهب زرتشت، ذکر گردیده‌است و برخلاف تصور رایج (بیشتر به حکم فراوانی این نقشمایه در شال کشمیر) از ایران به هند رفته‌است.
ایرانیان این طرح را بته (بوته) می‌نامند که معنی لغوی آن یک دسته برگ است و ساده‌ترین شکل آن شباهت زیاد به برگ دندانه‌دار دارد. مردم ایران با عشقی که به اختراع انواع مختلف اشکال هنری و پیچیده دارند، اشکال گوناگون بوته را به وجود آورده‌اند و بر آن‌ها نام‌های مخصوص گذاشته‌اند، مثل بوته میری (کاج کوچک)، بوته ترمه‌ای (کاج متوسط)، بوته خرقه‌ای (کاج بزرگ)، بوته بادامی (کاج بادامی شکل) و بوته جغه‌ای (کاج بزرگی که یک کاج کوچک از آن بیرون آمده).
بته‌ای که از هزاره هشت قبل از میلاد تا دوره هخامنشی در هنرها به کار برده می‌شده بیشتر بته بادامی بوده و تعداد کمی از آن‌ها خمیده هستند. از نمونه‌های یافته شده که شاید اولین بته مشاهده شده در تاریخ هنر ایران است، نمونه‌ای که یافته شده در پیکر کنده‌های آشوری ایلامی متعلق به سه هزار سال قبل از میلاد است و گلدانی دیده می‌شود که دو عدد برگ بته مانند از آن آویزان است. این بته‌ها ساده و عاری از تزئین هستند. نقشه برجسته مذکور هم‌اکنون در موزه بغداد است. سیر و تحول و سرو به صورت نگاره بته‌ای فرایندی است بسیار طولانی قابل تفکیک به مراحل قبل از اسلام و بعد از اسلام است. وجه تمایز مرحله یکم در منزلت خاص سرو بوده به عنوان درخت مقدس و یک مظهر رمزی، مذهبی و نشانه‌ای از خرمی و همیشه بهاری و نیز مردانگی است اما در ادوار پس از اسلام مفهوم مقدس خود را از دست داده و صرفاً به عنوان یک نقش سنتی در هنرها به کار می‌رود و مداومت یک نقش مایه سنتی است. حتی ادامه حیات درخت سرو در بقاع زیارتگاه‌ها و قدمگاه‌های عصر اسلامی، تداعی‌کننده مفهوم مذهبی سرو پیشینیان نیست.
به هر رو بته جغه یکی از نگاره‌ها و ارائه‌هایی است که در طول هزاره تا امروز به روش‌های گوناگون زینت بخش آثار هنری ایران (پته دوزی، قالی، ظروف و…) بوده‌است. البته هنرشناسان تاکنون در چگونگی پیدایش، ماهیت و رمز و راز آن اختلاف نظر دارند. این نقش جاویدان در طول زندگی هزار ساله‌اش به قدری تحول و تطور یافته که هیچ ارائه‌ای در عالم هنر ایران و سایر اقوام تا به این حد متحول نشده‌است. هیچ‌کدام از این‌ها باعث نمی‌شود صورتهای نخستین بته جغه ساده و نزدیک به طبیعت به حیات خود ادامه دهد. در میان نمونه‌های منسوج دوره صفوی دو تکه پارچه زری‌بافی سده یازدهم که تجسم مراحل اساسی دگردیسی سرو و به بته تبدیل شدن آن است، اهمیت به سزایی دارد. در نمونه اول که سرو منقوش شده آن که تارک برگشتهٔ آن دوشاخه است که با گل و گیاه پر شده‌است.

### ساختار
اساس شکل‌گیری نقش بته گردش پاره خطی است که نقطه آغاز آن کمی خمیده (سر کج) است و پس از یک گردش منحنی در همان نقطه شروع به هم پیوسته و گردش ان متوقف می‌شود. در این گردش شکلی به دست می‌آید از یک سر باریک و در نقطه میانی شکم دار است. تشبیهات دیگری نیز بر شکل آن قائل اند، آن را به شکل میوهٔ درخت کاج، بادام، میوه صنوبر، یا خمیدگی درخت سرو در مقابل نسیم ملایم، قطرهٔ باران و اشک چشم و حتی اندام نوعی طوطی ماده هندی به نام سوگی تشبیه کرده‌اند.

### کاربرد
نقش بته یکی از عناصر زینتی است که به صورت غالب و مغلوب در هنر نگارگری (مینیاتور)، ترمه دوزی، قلمکار، زری بافی، پارچه بافی، قلم زنی، کاشی، چوب و قالی به کار می‌رود.

## انواع بته جقه
بته با عناوینی چون بته جغه‌ای، بادامی، میری، خرقه‌ای، ترمه ای، قلمکار، کاجی، هشت پر کردستانی یا قهر و آشتی، بته افشاری یا قباد خانی، مادر و بچه و بته شاخ گوزنی شناخته می‌شود.
انواع و اقسام بته‌جقه که در متن و حاشیه فرش به کار می‌رود که هر یک به گونه‌ای شیوه یافته‌اند که عبارتند از ۱-بته میری ۲-بته قلمکار ۳-بته خرقه‌ای ۴-بته کردستانی

دکتر سیروس پرهام درکتاب دستبافته‌های عشایری و روستایی فارس می‌نویسد: این نقش از رایج‌ترین نگاره‌های ایرانی در روزگار قدیم تقریباً در همه دستبافت‌ها به خصوص ترمه، پته و قالی قلمکار رایج بوده‌است؛ که در دراز مدت شکل و حالت بته دستخوش تحول و دگرگونی قرار گرفته و به شصت صورت متفاوت درآمده که معروف‌ترین آن (بته جغه‌ای) است که در مورد ریشه و منشأ آن اختلاف نظرهایی وجود دارد و گروهی آن را تمثیل بادام و گلابی می‌دانستند.
همان‌طور که گفته شد شکل بته‌جقه به‌دست آمده بر روی قمقمه دره پازیریک حالت زیور و نگاره زینتی ندارد؛ و تنها تفاوت آن با سرو واقعی در شیوه (نگارگری) مقطعی است؛ که برش عمودی درخت سرو را با ساقه‌های افقی مجسم می‌سازد. در هنر پارتی و ساسانی سرو دیگر یگانه درخت مقدس نیست و رفته رفته جای خود را به دیگر درخت‌ها نیز می‌دهد.
هم چنین به دلیل فراوانی نگاره‌های سروی در قالیبافی ایل بختیاری و طوایفی از لرهای فارس با وجود از بین رفتن دستبافته‌های لرهای عهد باستان منزلت آن همچنان مستدام می‌ماند. البته این منزلت دیگر بار مذهبی و رمزی ندارد؛ و یک نقش مایهٔ سنتی است که حتی در ادامه حیات درخت سرو در بقاع زیارتگاه‌ها قدمگاه‌های عصر اسلامی تداعی‌کننده مفهوم مذهبی سرو پیشینیان ناست.
آغاز دومین مرحله، بعد از اسلام و جدا شدن سرو از ریشه باستانی است. بعد از اسلام سرو به نگاره‌های تزیینی تبدیل می‌شود. وهم‌چنین از ماهیت و بار مذهبی خود تن رها می‌کند؛ که تنها با دوخط منحنی پیوسته به هم کشیده می‌شود. کم‌کم تارک آن به یک سو خمیده می‌شود؛ و در اینجاست که نطفه بته‌جقه بسته می‌شود؛ و شاخه‌هایش به نقش و نگاره‌های تبدیل می‌شود که جزو طبیعت سرو نیست.
و نقشمایه به یک نگارهٔ زینتی تبدیل می‌شود و از صورت طبیعی خود دور می‌شود. این مهم‌ترین تغییر سرو در سفالینه‌های سده های(۳ تا ۷ ه‍.ق) در گرگان، نیشابور، کاشان و ری نشان داده شده‌است در دیگر هن‌ها اثری از آن نیست قدیمی‌ترین نمونه سرو خمیده از باد متعلق به سده ۵ قمری است. بر روی آب خوری آبگینه از نیشابور کنده شده، به دلیل آن که تارک خمیده سروهای این جام آبگینه دو شاخه است؛ و نباید نخستین سرو خمیده تلقی شود زیرا دو شاخک شدن تارک تکامل یافته تزیینی است که از پی مرحله‌ای می‌آید که در آن سرو در یک خط منحنی ساده خم شده باشد.
پس باید یقین کرد که سرو قرن‌ها پیش از آن خمیده شده ولی نمونه‌های آن ازبین رفته یا همچنان نمونه‌های آن در دل خاک نهفته‌است. یک نمونهٔ مختلف آن کاسه لعابداری که نقش آن مربوط به سده (سوم-چهارم ه‍.ق) باقی‌مانده‌است. از سده شش به بعد نگاره سرو از حالت ساده نخستین بیرون می‌آید و بته‌جقه شکل شیوه یافته کامل و نهایی خود را پیدا می‌کند و ریزه کاری‌های که به آن اضافه شده تشخیص سرو بودن آن را مشکل می‌سازد و جز قالب مخروطی شکل چیزی به سرو نمی‌ماند.

## محیط و مساحت

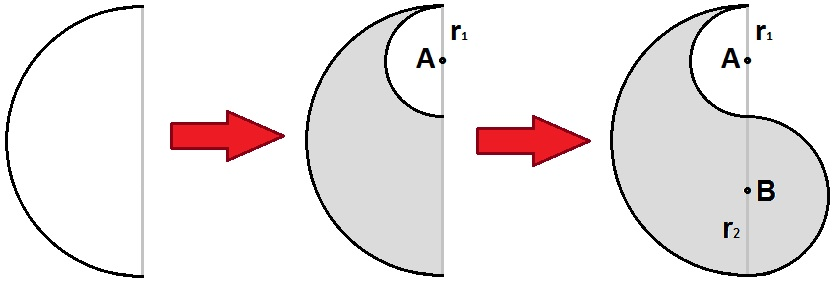
Paisley drawing steps

بته‌جقه را می‌توان با کاستن و افزودن دو نیم دایره به یک نیم دایرهٔ بزرگتر (یا محاسبه نیم دایره بزرگتر) به‌دست آورد. فرض کنید یک نیم دایرهٔ بزرگ به شعاع R داریم؛ اگر از نقطه ای روی قطر این نیم دایره، نیم دایرهٔ کوچکی به شعاع R1 رسم کنیم که از یک طرف بر نیم دایرهٔ اصلی محاط باشد. سپس از نقطهٔ دیگری روی قطر نیم دایرهٔ بزرگ، نیم دایره ای به شعاع R2 رسم می‌کنیم به نحوی که از انتهای نیم دایرهٔ کوچک قبلی آغاز و بر سمت دیگر نیم دایرهٔ بزرگ محاط شود. دقت شود که دو نیم دایرهٔ رسم شده در دل نیم دایرهٔ اصلی، در دو طرف قطر آن قرار می‌گیرند، نه در یک طرف. در چنین حالتی، مساحت بته‌جقهٔ تشکیل شده از رابطهٔ زیر قابل محاسبه است:
{\displaystyle S=\pi \,R_{2}\,(R_{1}+R_{2})}
که R2 شعاع نیم دایرهٔ افزوده شده به نیم دایرهٔ اصلی است و R1 شعاع نیم دایرهٔ کاسته شده از آن.
محیط بته‌جقه نیز با استفاده از رابطهٔ زیر به‌دست می‌آید:
{\displaystyle P=2\pi \,(R_{1}+R_{2})}
که نشان می‌دهد محیط بته‌جقه با محیط نیم دایرهٔ اولیه برابر است.